# Acacia cambagei
Acacia cambagei là một loài thực vật có hoa trong họ Đậu. Loài này được R.T.Baker miêu tả khoa học đầu tiên.

## Hình ảnh

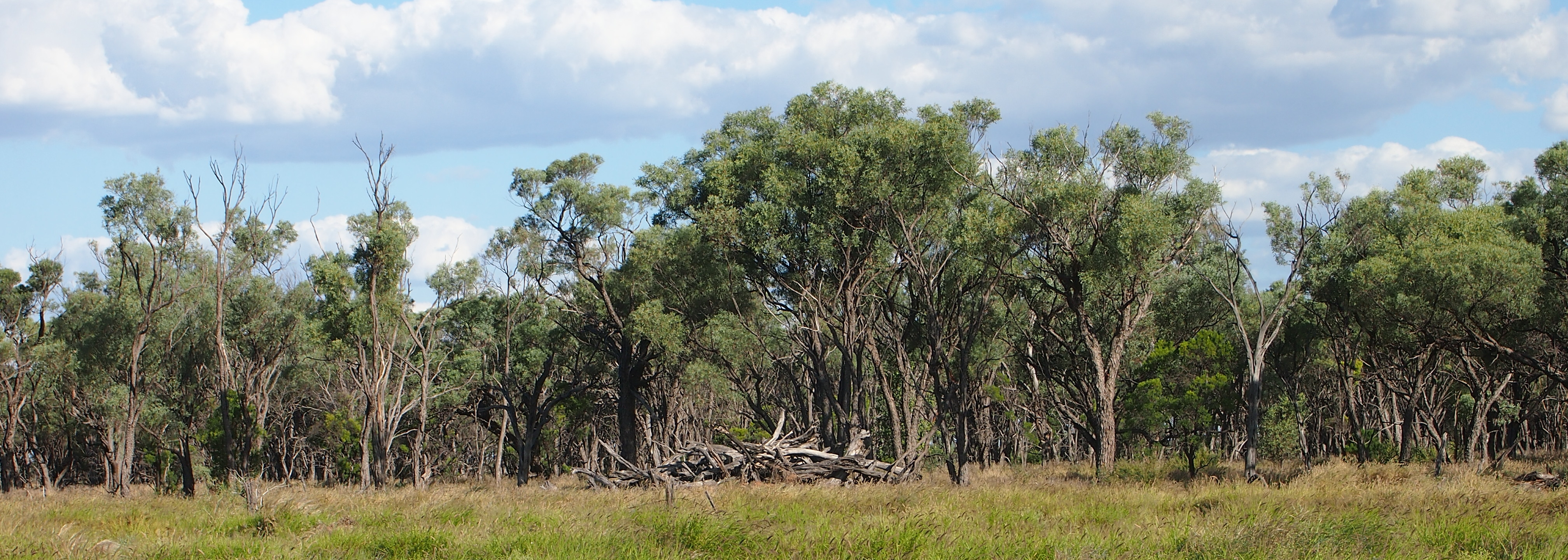
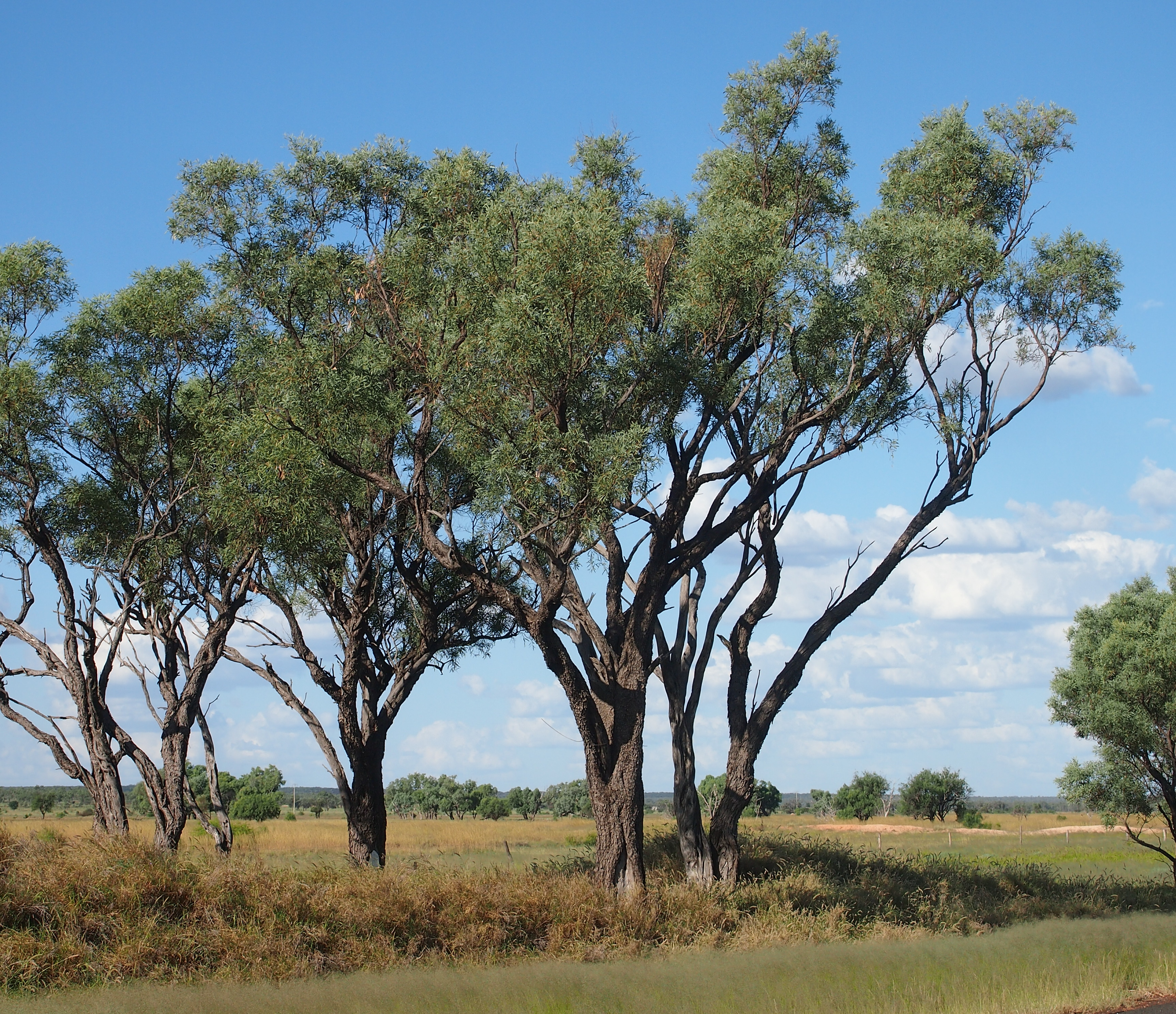